# Надречнянский сельский совет
Надречнянский сельский совет (укр. Надрічнянська сільська рада) — входит в состав
Бережанского района
Тернопольской области
Украины.
Административный центр сельского совета находится в 
с. Надречное.

## Населённые пункты совета
- с. Надречное